# Marco Arriagada
Marco Antonio Arriagada Quinchel (Curicó, 30 de outubro de 1975) é um ciclista chileno.
É o vencedor do Tour de San Luis de 2011, da Volta do Paraná de 2010 e da Vuelta a Chile de 2003 e 2004. É também tetra-campeão chileno de contra-relógio, tendo vencido o campeonato nacional de contra-relógio em 2001, 2003, 2006 e 2010. Representou seu país em diversas competições, como nos 1996, Jogos Olímpicos de 2004 e 2008, e nos Jogos Sul-Americanos de 2010, onde conquistou uma medalha de ouro, uma medalha de prata e uma de bronze nas provas de pista.
Em 1º de março de 2011, dois dias depois do término da Vuelta Independencia Nacional, onde havia participado e terminado em 3º na classificação geral, foi revelado que Arriagada havia testado positivo durante a Vuelta de Chile. Isto foi confirmado pela UCI que emitiu um comunicado em 4 de abril, que afirmou que a substância era estanozolol, um tipo de esteróide anabolizante. Arriagada desmentiu usar esse tipo de substâncias e disse ser inocente, mas, apesar de poder solicitar a abertura da contra-amostra, não o fez.
A UCI recomendou uma suspensão de 4 anos para Arriagada, e o ciclista foi suspenso pela Federação Chilena de Ciclismo por este período por se tratarem de vários resultados analíticos adversos (foram 5 testes positivos, 4 na Vuelta a Chile e 1 na Vuelta Independencia Nacional). Entretanto, o ciclista apelou a decisão e em outubro desse ano a pena foi abaixada para somente 2 anos, até fevereiro de 2013.

## Principais Resultados

### Estrada
1999
2º - Campeonato Chileno de Ciclismo de Estrada
2000
2º - Campeonato Chileno de Ciclismo Contra-Relógio
2001
1º  Campeonato Chileno de Ciclismo Contra-Relógio
2003
1º - Classificação Geral da Vuelta Ciclista Líder al Sur
1º  Campeonato Chileno de Ciclismo Contra-Relógio
1º - Classificação Geral da Vuelta a Chile
1º - Etapa 7
2006
1º - Classificação Geral da Vuelta a Mendoza
1º - Etapa 9
1º - Etapas 3b e 9 da Vuelta Ciclista Líder al Sur
1º  Campeonato Chileno de Ciclismo Contra-Relógio
1º - Etapa 2 da Vuelta a Chile
2010
1º  Campeonato Chileno de Ciclismo Contra-Relógio
2º - Campeonato Chileno de Ciclismo de Estrada
1º - Classificação Geral da Volta do Paraná
1º - Etapas 1 e 3
2011
1º - Classificação Geral do Tour de San Luis
1º - Classificação Geral da Vuelta a Chile
1º - Etapas 1, 7a e 9
3º - Classificação Geral da Vuelta Independencia Nacional
1º - Etapa 5

### Pista
2004
1º - Copa do Mundo de Moscou
2005
1º - Perseguição por equipes no Campeonato Pan-Americano de Ciclismo (junto com Gonzalo Miranda, Luis Fernando Sepúlveda e Enzo Cesareo)
2007
1º - 6 corridas de Aguascalientes (junto com Antonio Cabrera)
2010
1º  Corrida por pontos dos Jogos Sul-Americanos de Medellín
2º  Perseguição por equipes dos Jogos Sul-Americanos de Medellín
3º  Perseguição individual dos Jogos Sul-Americanos de Medellín